# La Vie de Jésus (Hegel)
Pour les articles homonymes, voir Vie de Jésus.
La Vie de Jésus est une œuvre de jeunesse en 1796 du philosophe allemand Georg Hegel. Elle fut traduite en langue française par le philosophe et traducteur roumain Dumitru Roşca.
Hegel est âgé de 25 ans lorsqu'il écrit cet opuscule mais ne sera édité que post-mortem. L'œuvre est marquée par la morale kantienne et gomme tout surnaturel.